# ثيودور دافي
ثيودور دافي هو قاضي ومحامي وسياسي كندي، ولد في 22 مارس 1852 في المملكة المتحدة، وتوفي في 7 مارس 1898 في فيكتوريا في كندا. انتخب Premier of British Columbia ‏ (2 يوليو 1892 – 2 مارس 1895).